# Bučje (Bor)
Bučje (Kyrillisch: Бучје) ist ein Dorf in der Opština Bor und im Okrug Bor. Es liegt im Osten Serbiens.
Das Dorf liegt sechs Kilometer nördlich von Bor auf etwa 500 m Höhe im Quellgebiet des Baches Surdup und am Westhang des Bergrückens Goli krš.

## Einwohner
Die Volkszählung 2002 (Eigennennung) ergab, dass 666 Menschen im Dorf leben.
Weitere Volkszählungen:
- 1948: 967
- 1953: 1.012
- 1961: 1.059
- 1971: 1.036
- 1981: 970
- 1991: 789